# Kanton Maisons-Alfort
Kanton Maisons-Alfort is een kanton van het Franse departement Val-de-Marne. Kanton Maisons-Alfort maakt deel uit van het arrondissement Nogent-sur-Marne en telt 55.655 inwoners in 2017.

## Geschiedenis
Het kanton werd opgericht bij decreet van 17 februari 2014, met uitwerking in maart 2015, door samenvoeging van de kantons Maisons-Alfort-Nord en Maisons-Alfort-Nord.

## Gemeenten
Het kanton Maisons-Alfort omvat enkel de gemeente Maisons-Alfort.